# NGC 1813
NGC 1813 (również ESO 56-SC50) – gromada otwarta, znajdująca się w gwiazdozbiorze Góry Stołowej. Należy do Wielkiego Obłoku Magellana. Odkrył ją John Herschel 16 grudnia 1835 roku.